# Paramastax flavovittata
Paramastax flavovittata är en insektsart som beskrevs av Marius Descamps 1973. Paramastax flavovittata ingår i släktet Paramastax och familjen Eumastacidae. Inga underarter finns listade i Catalogue of Life.